# Akamasacris jubaamius
Akamasacris jubaamius är en insektsart som beskrevs av Cigliano och D. Otte 2003. Akamasacris jubaamius ingår i släktet Akamasacris och familjen gräshoppor. Inga underarter finns listade i Catalogue of Life.